# Provincia de Huanca Sancos
La provincia de Huancasancos es una de las once que conforman el departamento de Ayacucho, en el sur del Perú.
Limita por el norte y por el este con la provincia de Víctor Fajardo, por el sur con la provincia de Lucanas y por el oeste con el departamento de Huancavelica.

## Historia
La provincia de Huanca Sancos fue creada mediante Ley 23928, del 20 de septiembre de 1984, en el segundo gobierno del presidente Fernando Belaúnde, sobre la base de territorios pertenecientes a la provincia de Víctor Fajardo.

## Geografía
- Capital: Sancos
- Altitud: 3525 m s. n. m.
- Superficie: 2862.33 km²

s

## División administrativa
La provincia tiene una extensión de 2862.3 km² y se encuentra dividida en 4 distritos:
- Carapo
- Sacsamarca
- Sancos
- Santiago de Lucanamarca

## Población
La provincia tiene una población aproximada de 10 620 habitantes.

## Capital
La capital de la provincia es la ciudad de Sancos.

## Autoridades

### Regionales
- Consejero regional
  - 2019-2022:[2] Edgar Raúl Olivares Yanqui (Musuq Ñan)

### Municipales
- 2019-2022[2]
  - Alcalde: Agustín Luis Meneses Salas, de Musuq Ñan.
  - Regidores:

  1. Napoleón Sumari Salcedo (Musuq Ñan)
  2. Jesús Núñez Meza (Musuq Ñan)
  3. Maximina Alarcón Quispe (Musuq Ñan)
  4. Pedro Eusebio Meza Alfaro (Musuq Ñan)
  5. Ceferino Barrientos Alarcón (Movimiento Regional Gana Ayacucho)

## Festividades
- Carnavales (febrero)
- Virgen de la Candelaria (2 de febrero)
- Virgen de la Encarnación (25 de marzo)
- Feria Regional Agropecuario de Corpus Christi y Commpetencia dansantes de Tijera inter Ayllus
- Apóstol Santiago y Felipe o fiesta del agua (24 de julio)
- Qachua por los 4 ayllus (26 de julio)
- Fiesta Taurina con toros de casta y pura sangre (29 de julio)
- Virgen de la O, patrona de Huanca Sancos, donde la festividad de Novenantes comienza el 8 de diciembre con las celebraciones de los cuatro ayllus: Jananhuanca, Huando, Lurinhuanca y Sauja; comunidad campesina; gobernación; magisterio; comerciantes; ganaderos, y mayordomo. Termina el 18 de diciembre y Tarde Taurina el 19 diciembre.
- Baile Navideño autóctono y ancestral por el nacimiento del niño Jesús y competencia inter Ayllus, el 24 y 25 de diciembre (es el baile más conocido como atipanakuy navideño).
- Bajada de Reyes, con competencia de baile ancestral, originario y autóctono interinstitucional, el 6 de enero.